# Wulffkamp
Het Wullfkamp, ook wel bekend als Kamp Wulff of Maoemere-Oost, was een militair kampement in Flores en was vernoemd naar de kamp-oudste, dr. J. Wulff. Wulff was een internist. Dit kampement fungeerde tijdens de Japanse bezetting van Nederlands-Indië in de periode van 10 mei 1943 tot 10 juni 1943 als een ziekenkamp voor krijgsgevangenen op Flores.

## Omstandigheden
Bij de aankomst van de zieke krijgsgevangenen bleek er geen enkele faciliteit aanwezig te zijn. De meest fitte krijgsgevangenen moesten als eerste voorzieningen gaan treffen voor de zieken. De zieken lagen in dit kamp de eerste dagen in de open lucht op de grond en in de regen. Pas later werden afdaken gebouwd (barakken zonder zijwanden). Verder waren hier geen medische voorzieningen en was er geen elektra. In alle Maoemere-kampen overleden in periode van april 1943 tot april 1944 totaal 380 krijgsgevangenen.

## Opheffing Wulff-kampen
Het 1e Wulff-kamp werd op 10 juni 1943 ontruimd naar het reeds ontruimde Reyerskamp. Op dat moment ontstond het 2e Wulff-kamp. Dit kampement werd op haar beurt begin september 1943 weer naar het Blomkamp overgebracht. Het Blomkamp fungeerde op deze manier als centraal krijgsgevangenenkamp.